# Stanisław Januszewski (1916–1973)
Stanisław Januszewski, ps. Andrzej, Filut, Stach Rączka, Stajan, Andrzej Tokarski (ur. 27 kwietnia 1916 we Lwowie, zm. 23 maja 1973 w Łodzi) – polski działacz komunistyczny i partyjny, dziennikarz i publicysta, kapitan AL. I sekretarz Komitetu Wojewódzkiego Polskiej Partii Robotniczej we Wrocławiu (1945–1947) oraz w Gdańsku (1947–1948), poseł do Krajowej Rady Narodowej (1946–1947).

## Życiorys
Syn technika budowlanego Władysława i urzędniczki Zofii z Horbaszewskich, miał pochodzenie inteligenckie oraz żydowskie. Studiował prawo na Wydziale Prawa Uniwersytetu Jana Kazimierza we Lwowie, jednak prawdopodobnie nie ukończył studiów. Przed wojną działał w Związku Niezależnej Młodzieży Socjalistycznej „Życie” oraz Komunistycznym Związku Młodzieży Polski. Od 1939 do 1941 zatrudniony w sowieckim Sądzie Obwodowym jako sekretarz i komornik. Od stycznia 1942 mieszkał z żoną Janiną Bier w Warszawie i był robotnikiem w fabryce zbrojeniowej.
Podczas II wojny światowej związany z komunistycznym podziemiem. Od 1942 członek Polskiej Partii Robotniczej. Pracował w Centralnej Technice PPR, potem w Centralnym Kolportażu: kolportował prasę, instrukcje, raporty, fałszywe dokumenty i broń. Współpracował z Władysławem Gomułką i Ignacym Loga-Sowińskim. Pomagał w przedostaniu się do Warszawy ukrywającym się komunistom, zwłaszcza pochodzenia żydowskiego. Po aresztowaniu przez Niemców 25 lutego 1943 Mariana Jaworskiego, kierownika Centralnego Kolportażu PPR, został jego następcą. Walczył w powstaniu warszawskim na Woli i w Śródmieściu jako zastępca dowódcy Oddziału Służby Bezpieczeństwa Sztabu Głównego Armii Ludowej. Pod koniec walk powstańczych przedostał się kanałami na Żoliborz i objął dowództwo oddziału po rannym A. Wolskim. Ranny w nogę, przeprawił się z resztkami swojego oddziału na prawy brzeg Wisły. Mianowany kapitanem Armii Ludowej.
Od 1942 działacz PPR i następnie Polskiej Zjednoczonej Partii Robotniczej. Był delegatem na I i II Zjazd PPR. Od 1944 do 1945 był m.in. szefem oddziału śledczego Komendy Głównej Milicji Obywatelskiej w Lublinie, sekretarzem Komitetu Okręgowego Warszawa Lewa Pobrzeżna, kierownikiem wydziału propagandy w komitecie PPR w Pruszkowie oraz II sekretarzem komitetów PPR w Legnicy i Warszawie, a według części źródeł także I sekretarzem Komitetu Warszawskiego PPR. Od 27 września 1945 do 17 marca 1947 pozostawał I sekretarzem Komitetu Wojewódzkiego PPR we Wrocławiu, następnie do 17 grudnia 1948 na analogicznym stanowisku w Gdańsku. Jednocześnie od września 1946 do stycznia 1947 zasiadał w Krajowej Radzie Narodowej (zgłoszony przez Wojewódzką Radę Narodową we Wrocławiu).
Później został zdegradowany do roli redaktora naczelnego „Gazety Poznańskiej” (1948–1953). Następnie od 1953 do 1961 kierował działem partyjnym PZPR-owskiego „Głosu Robotniczego” w Łodzi, następnie był zastępcą i redaktorem naczelnym (1964–1971) „Dziennika Łódzkiego”. Pod koniec życia był inwigilowany przez Służbę Bezpieczeństwa, w efekcie zwolniony z pracy i skierowany na rentę. Wykładał także podstawy marksizmu-leninizmu na Wydziale Leśnym Uniwersytecie Poznańskim. Opublikował kilka wspomnień.
Był czterokrotnie żonaty: z Janiną Bier, Zofią Kręglewską, Manuelą Kiernik oraz Aleksandrą Kowalską. Z ostatnią żoną miał syna Radosława (ur. 1958).
Zmarł w Łodzi, pochowany na cmentarzu Doły w Łodzi.

## Ordery i odznaczenia
- Order Krzyża Grunwaldu III klasy[1][6]
- Krzyż Kawalerski Orderu Odrodzenia Polski
- Złoty Krzyż Zasługi (12 listopada 1946)[9]
- Medal 10-lecia Polski Ludowej (12 stycznia 1955)[10]